# 國際商業海洋公司大樓

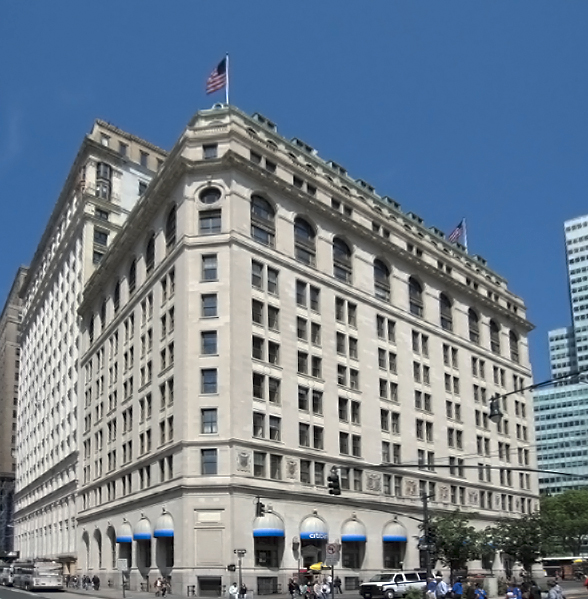
國際商業海洋公司大樓

國際商業海洋公司大樓（International Mercantile Marine Company Building）是位於美國紐約市百老匯的一座歷史建築。國際商業海洋公司大樓興建於1882年，是一座安妮皇后式風格建築，曾是國際商業海洋公司的總部。1991年，該建築被列入國家史蹟名錄。

## 外部連結
维基共享资源上的相關多媒體資源：國際商業海洋公司大樓
- Number One Broadway—The Home Port of the International Mercantile Marine Company (Brief history of location with latest building, rebuilt for IMMC with list of shipping line holdings.)